# نادي بايانغارا سولو
نادي بايانغارا سولو هو نادي كرة قدم إندونيسي من جنوب جاكرتا يلعب في دوري 1،تأسس النادي في 2016.